# Herminia yaeyamalis
Herminia yaeyamalis är en fjärilsart som beskrevs av Mamoru Owada 1977. Herminia yaeyamalis ingår i släktet Herminia och familjen nattflyn. Inga underarter finns listade i Catalogue of Life.